# فیلیپ جکسون (بازیگر)
فیلیپ جکسون (انگلیسی: Philip Jackson؛ زادهٔ ۱۸ ژوئن ۱۹۴۸) بازیگر اهل بریتانیا است که بابت نقش‌آفرینی‌هایش در فیلم‌ها و سریال‌های مختلف تلویزیونی شناخته می‌شود. یکی از مهمترین آنها، بازی در نقش بازرس جپ در مجموعهٔ‌تلویزیونی پوآرو و نقش «اَبوت هیوگو» در سریال رابین از شروود در دههٔ ۱۹۸۰ است.

## زندگی و حرفه
فیلیپ جکسون در رتفورد، ناتینگهام‌شر زاده شد. او کار بازیگری را در حین تحصیل در رشتهٔ تئاتر و زبان آلمانی در دانشگاه بریستول آغاز کرد و در سال‌های نمایش مختلفی در لیدز، لیورپول و لندن فعالیت داشته‌است. از جمله آثار تئاتری او می‌توان به نقش «پوزو» در در انتظار گودو (اثرِ ساموئل بکت) در تئاتر کویینز در وست اِند و «ویلی لومان» در مرگ فروشنده (اثرِ آرتور میلر) اشاره کرد. وی بابت ایفای نقش در لیتل ویس نامزد دریافت جایزهٔ اتحادیهٔ بازیگران سینما شد. وی در فیلم‌های دیگری همچون ناامیدی و هفته‌ای که با مریلین گذراندم نیز بازی کرده‌است.
از جمله آثار تلویزیونی وی می‌توان به خیابان کورونیشن، رابین از شروود، بازرس فویل، آدمکشان میدسامر و پوآرو اشاره نمود. او در موزیک ویدئوی مرا دریاب از گروه موسیقی آ-ها نیز حضور داشت.
فیلیپ جکسون در سال ۲۰۰۷ در اقتباس رادیویی شخصیت «کارآگاه پترلا» اثر مایکل گیلبرت در رادیو بی‌بی‌سی هنرنمایی کرد و در نسخهٔ رادیویی نمایش «والهالا» دکتر هو نیز بازی کرد. در سال ۲۰۰۹ او در نقش «روی» در درام کمدی «هوم تایم» در بی‌بی‌سی دو ظاهر شد. او نقش «فرمانده وایمز» را در اقتباس رادیویی «نگهبان شب» تری پرچت و نقش «آلبرت» آشپز/خدمتکار فرشتهٔ مرگ را در نمایش رادیویی «مورت» از همین نویسنده بازی کرد. وی همچنین صداپیشگی شخصیت «ریسدا تارکان» را در نسخهٔ رادیویی نمایشنامهٔ آخرین نبرد سی. اس. لوئیس بر عهده داشت. او در سال ۲۰۱۱ کتاب صوتی سفرهای گالیور و همچنین کتاب صوتی «سه ایستگاه» اثر مارتین کروز اسمیت را برای رادیو بی‌بی‌سی ۴ اجرا کرد.
در سال ۲۰۱۱ فیلیپ جکسون در درام کمدی سه قسمتی شوکرتاون در کنار سو جانستون و تام الیس بازی کرد.
در سال ۲۰۱۲ او در فیلم هفته‌ای که با مریلین گذراندم ظاهر شد و نقش محافظ شخصی مرلین را ایفا کرد.
او همچنین ایفاگر نقش «جَـز میلوین» در نمایشنامهٔ رادیویی «هفتهٔ ریردون» به نویسندگی کریستوفر داگلاس و اَندرو نیکولدز بود.

## زندگی شخصی
او با هنرپیشه بریتانیایی سالی بَـکستر ازدواج کرد که با هم، ۲ فرزند با نام‌های اِیمی و جرج دارند.

## گزیدهٔ نقش‌آفرینی‌ها

### سینما
| سال  | عنوان                            | نقش              |
| ---- | -------------------------------- | ---------------- |
| ۱۹۷۹ | تفاله                            | گریوز            |
| ۱۹۸۴ | سلامم را به برود استریت برسانید  | آلن              |
| ۱۹۸۵ | دکتر و شیاطین                    | اندرو مری-لیز    |
| ۱۹۸۷ | پروتکل چهارم                     | برنکین‌شا         |
| ۱۹۸۸ | آرزوهای دوردست                   | مارتین           |
| ۱۹۹۶ | ناامیدی                          | جیم              |
| ۱۹۹۷ | جنگ تریاک                        | سروان وایت       |
| ۱۹۹۸ | لیتل ویس                         | جرج              |
| ۱۹۹۸ | دخترعمو بت                       | ویسمبورگ         |
| ۲۰۰۱ | مایک باست: مدیر تیم ملی انگلستان | لانی اورکورت     |
| ۲۰۰۵ | بهترین مرد                       |                  |
| ۲۰۰۷ | من کندی می‌خوام                   | پدر              |
| ۲۰۰۹ | مارگارت                          | برنارد اینگهام   |
| ۲۰۱۱ | هفته‌ای که با مریلین گذراندم      | راجر اسمیت       |
| ۲۰۱۱ | درخواست دوستی در حال بررسی       | تِـرِور            |
| ۲۰۱۲ | ستاره‌هایی در فیلم‌های کوتاه       | تِـرِور            |
| ۲۰۱۳ | بهترین پیشنهاد                   | فِـرِد             |
| ۲۰۱۳ | ایمان                            | باب              |
| ۲۰۱۸ | پیترلو                           | جان نایت         |
| ۲۰۱۸ | بر فراز ابرها                    | ویلیام مالون     |
| ۲۰۲۰ | کرخت (فیلم کوتاه)                | پیتر             |
| ۲۰۲۳ | طاووس                            | لُرد هَمیش مکینتاش |

### تلویزیون
| سال              | عنوان                           | نقش                        | توضیحات                                                    |
| ---------------- | ------------------------------- | -------------------------- | ---------------------------------------------------------- |
| ۱۹۷۴             | هَـلیم                           | ملوین «دیلان» باتملی       |                                                            |
| ۱۹۷۶             | در انتهای دوران میانسالی        | گوردون                     |                                                            |
| ۱۹۷۸             | خرده‌پولی از بهشت                | دِیو                        |                                                            |
| ۱۹۸۰             | ساز بادی پرطنین                 | آرتور مَنیون                |                                                            |
| ۱۹۸۲             | خیابان کورونیشن                 | اسمیتی                     |                                                            |
| ۱۹۸۴             | سلامم را به برود استریت برسانید | آلن                        |                                                            |
| ۱۹۸۶–۱۹۸۴        | رابین از شروود                  | هوگو دو رینو، راهب سنت مری |                                                            |
| ۱۹۸۶             | بدبیاری                         | پورگِـیوی                   | تله‌فیلم                                                    |
| ۱۹۸۸             | نمایش شبکه یک                   | گِـرِگ                       | قسمت: «اتاق تاریک»                                         |
| ۱۹۸۸             | قصه‌گو                           | پادشاه                     | ۱ قسمت                                                     |
| ۱۹۹۶             | هیمیش مکبث                      | مالاکی مک‌بین               | قسمت: «یک توضیح کاملاً ساده»                                |
| ۱۹۹۷             | لمس پلیدی                       | جیم کِـلِـر                  |                                                            |
| ۱۹۹۷             | برامول                          | رونالد                     | ۱ قسمت                                                     |
| ۱۹۹۹–۱۹۹۸        | آخرین ادای احترام               | لئونارد اسپانویک           | ۱۲ قسمت                                                    |
| ۱۹۹۹–۱۹۹۴        | وحشتناک‌ترین قتل                 | گروهبان پلیس               | ۲ قسمت                                                     |
| ۲۰۰۰             | گناهان                          | میکی                       |                                                            |
| ۲۰۰۰             | ویکتوریا وود با تمام مخلفات     | ویلیس                      |                                                            |
| ۲۰۰۱             | شاهد خاموش                      | سربازرس تانر               |                                                            |
| ۲۰۰۲             | جنایت و مکافات                  | مارمالادوف                 |                                                            |
| ۲۰۰۲             | کشتی خدایان                     | هیو بیسفام                 |                                                            |
| ۲۰۰۲–۱۹۸۹ و ۲۰۱۳ | پوآرو                           | سربازرس جَـپ                |                                                            |
| ۲۰۰۳             | بریتانیای کوچک                  | مدیر غلات صبحانه           |                                                            |
| ۲۰۰۳             | واسپاری                         | جیمز                       | ۱ قسمت                                                     |
| ۲۰۰۴–۱۹۹۸        | تپش قلب                         | برایان سیمپسون             | ۲ قسمت                                                     |
| ۲۰۰۴             | شیادها                          | آرتور باند                 | قسمت: «قمار آخر»                                           |
| ۲۰۰۴             | قتل در سابوربیا                 | بیل جکسون                  | قسمت: «بیل جکسون»                                          |
| ۲۰۰۵–۱۹۹۹        | اندکی فراست                     | گروهبان کارآگاه شارپ       | ۲ قسمت                                                     |
| ۲۰۰۵             | فانلند                          | لئو فینچ                   |                                                            |
| ۲۰۰۶             | بازرس فویل                      | آلن کارتر                  | قسمت: «تهاجم»                                              |
| ۲۰۰۶             | ترفندهای نو                     | اَندرو بارتلت               |                                                            |
| ۲۰۰۷             | چِـیس                            | فرانک جونز                 |                                                            |
| ۲۰۰۸             | جای اعدام                       | جرج بنت                    | مینی‌سریال                                                  |
| ۲۰۰۸             | راهی طولانی تا فینچلی           | آلفرد رابرتس               |                                                            |
| ۲۰۰۸             | خانه وارونه                     | جوزف بلاکسهام              |                                                            |
| ۲۰۰۹             | آدمکشان میدسامر                 | دانیل اسنیپ                | قسمت: «قطعی»                                               |
| ۲۰۰۹             | وقت خانه                        | روی جکس                    |                                                            |
| ۲۰۱۱–۲۰۱۰        | پیت در برابر زندگی              | فرانک                      |                                                            |
| ۲۰۱۱             | شوکرتاون                        | ران                        |                                                            |
| ۲۰۱۶–۲۰۱۴        | کامیاب‌ها                        | آلن                        |                                                            |
| ۲۰۱۴             | سربازرس بنکس                    | اَل جنینگز                  | قسمت: «پسر بد»                                             |
| ۲۰۱۴             | مرگ در بهشت                     | دیوید ویتون                |                                                            |
| ۲۰۱۶–۲۰۱۳        | تربیت‌یافته توسط گرگ‌ها           | گرامپی                     |                                                            |
| ۲۰۱۸–۲۰۱۷        | بیمارستان گود کارما             | پل اسمارت                  |                                                            |
| ۲۰۱۸–۲۰۱۷        | حرکت اشتباه                     | کِـن                        |                                                            |
| ۲۰۲۰–۲۰۱۸        | باز هم این دختر شروع کرد        | پدربزرگ جان                |                                                            |
| ۲۰۲۰             | شکسپیر و هتوی: کارآگاه‌های خصوصی | چمبرلین                    | قسمت: «محل چسبناک»                                         |
| ۲۰۲۰             | برجستگی‌ها                       | هاوارد                     | تله‌فیلم                                                    |
| ۲۰۲۰             | قصه‌های جدایی                    | پیتر                       | مینی‌سریال                                                  |
| ۲۰۲۲             | شروود                           | میکی اسپارو                |                                                            |
| ۲۰۲۲             | قتل، خواسته آنان                | فیل                        | بازی در قسمت دوم از فصل دوم: «یک فریاد شبانهٔ نیمهٔ تابستان» |